# Штрамберк
Штрамберк (чеш. Štramberk; нем. Stramberg или Strahlenberg) — город в Моравскосилезском крае Чехии. Население города — 3432 человека.
Небольшой горный городок расположен недалеко от г. Копршивнице в северной Моравии, в центре высокогорья на склонах Замковой горы у подножия Бескидов. Из-за живописных окрестностей его называют «Моравским Вифлеемом».

## История
По легенде, замок Штрамберк заложили рыцари ордена тамплиеров, использовав стратегически выгодное место на высоком холме у подножия Бескидских гор. На самом же деле, скорее всего этот град в Моравии основали в первой половине XIV столетия либо моравские маркграфы либо паны из рода Бенешовцев. Предназначением этого чешского замка была охрана восточной границы Моравии. Вскоре возле града Штрамберк возникает небольшой городок, получивший статус города 4 декабря 1359 году от моравского маркграфа Яна Йиндржиха.
В 1380 году замок Штрамберк находился в собственности Вока из Краварж. Его сын Лацек был одним из видных последователей Яна Гуса, в связи с чем замок избежал штурма войсками повстанцев во время гуситских войн, сотрясавших в XV веке большую часть Чехии. Последним из рода панов из Краварж, владевшим замком Штрамберк-Труба, был Ян, в 1433 году вынужденный отдать этот замок за долги Цтибору из Цимбурка. С этого момента начинается череда смен владельцев, не особенно заботившихся о благосостоянии доставшегося им на попечение готического замка. В первой половине XVI века один из этих временных владельцев, Бернард из Жеротина, перестроил замок Штрамберк в стиле Ренессанса, но уже меньше чем через сто лет, во время разрушительной Тридцатилетней войны, все следы этой реконструкции исчезают после трех разрушительных штурмов — сначала императорскими войсками в 1621 году, затем поляками в 1624 и датчанами в 1626 году.
Результатом воздействия времени и человека стало постепенное разрушение величественного памятника архитектуры.
Штрамберк известен сладкими кондитерскими изделиями — «Штрамберкскими ушами» — конусообразными пряниками с драматичной историей. В XIII веке после монгольского нашествия уцелевшие жители городка нашли мешки с ушами христиан — так ордынцы считали жертвы. С тех пор в Штрамберке пекут пряничные «уши». Эта выпечка с ароматом аниса и гвоздики — зарегистрированный товарный знак, который могут использовать только восемь штрамберкских пекарей.

## Достопримечательности
Главная достопримечательность Штрамберка — замок Штрамберк-Труба и его возвышающаяся над окрестностями главная башня, Труба. С вершины этой величественной башни открывается обширный вид на городок Штрамберк и окрестности.

## Население
| Год  | Численность | Численность |
| ---- | ----------- | ----------- |
| 1869 | 2352        | [ 5 ]       |
| 1880 | 2282        | [ 5 ]       |
| 1890 | 2663        | [ 5 ]       |
| 1900 | 3052        | [ 5 ]       |
| 1910 | 3366        | [ 5 ]       |
| 1921 | 3348        | [ 5 ]       |
| 1930 | 3591        | [ 5 ]       |
| 1950 | 3373        | [ 5 ]       |
| 1961 | 4028        | [ 5 ]       |
| 1970 | 4191        | [ 5 ]       |
| 1980 | 3713        | [ 5 ]       |
| 1991 | 3280        | [ 5 ]       |
| 2001 | 3408        | [ 5 ]       |
| 2014 | 3418        | [ 6 ]       |
| 2016 | 3486        | [ 7 ]       |
| 2017 | 3455        | [ 8 ]       |
| 2018 | 3448        | [ 9 ]       |
| 2019 | 3438        | [ 10 ]      |
| 2020 | 3464        | [ 11 ]      |
| 2021 | 3464        | [ 12 ]      |
| 2022 | 3467        | [ 13 ]      |
| 2023 | 3515        | [ 14 ]      |
| 2024 | 3549        | [ 3 ]       |

## Галерея

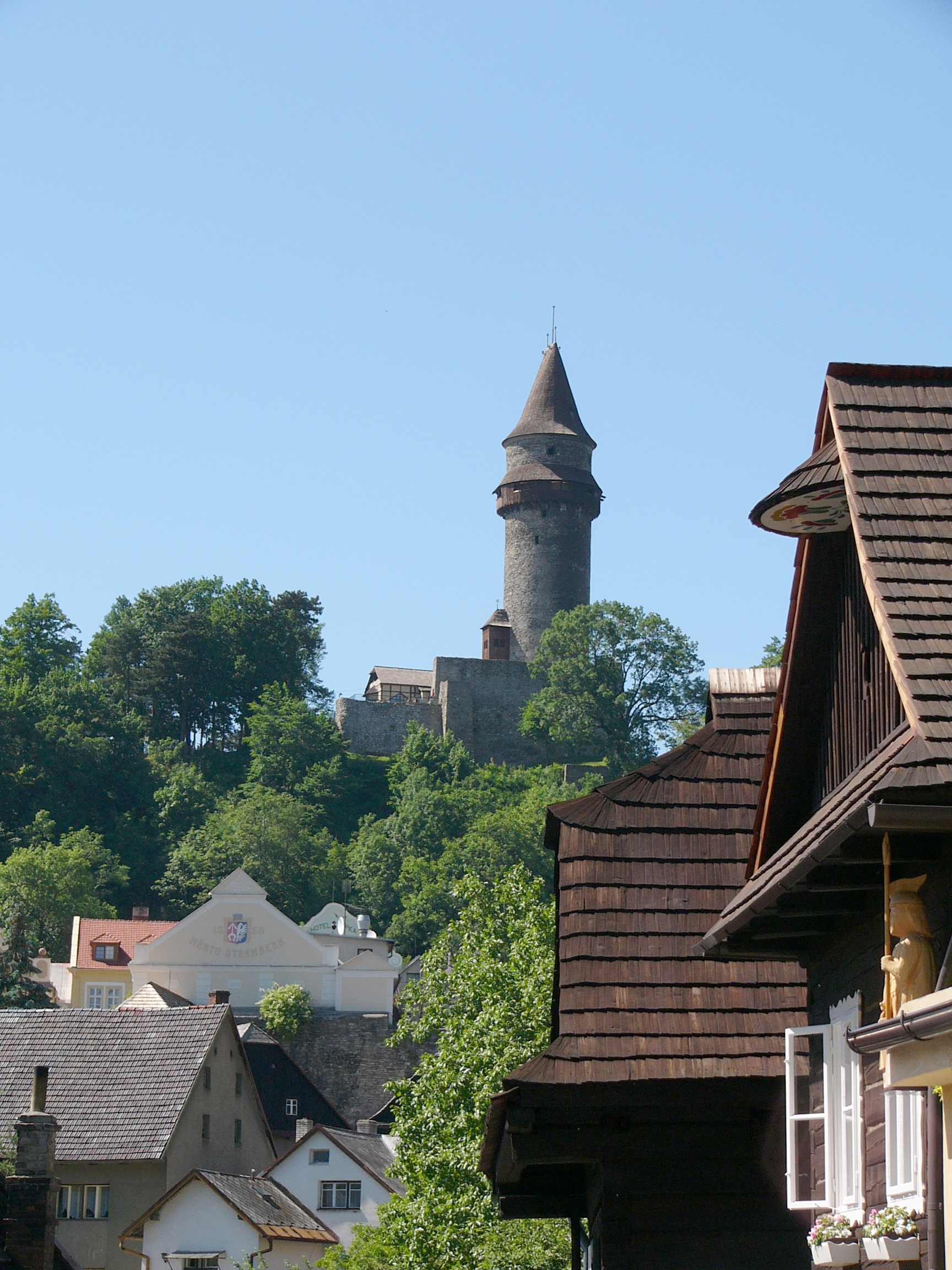
Доминанта города — Штрамберская Труба (башня)
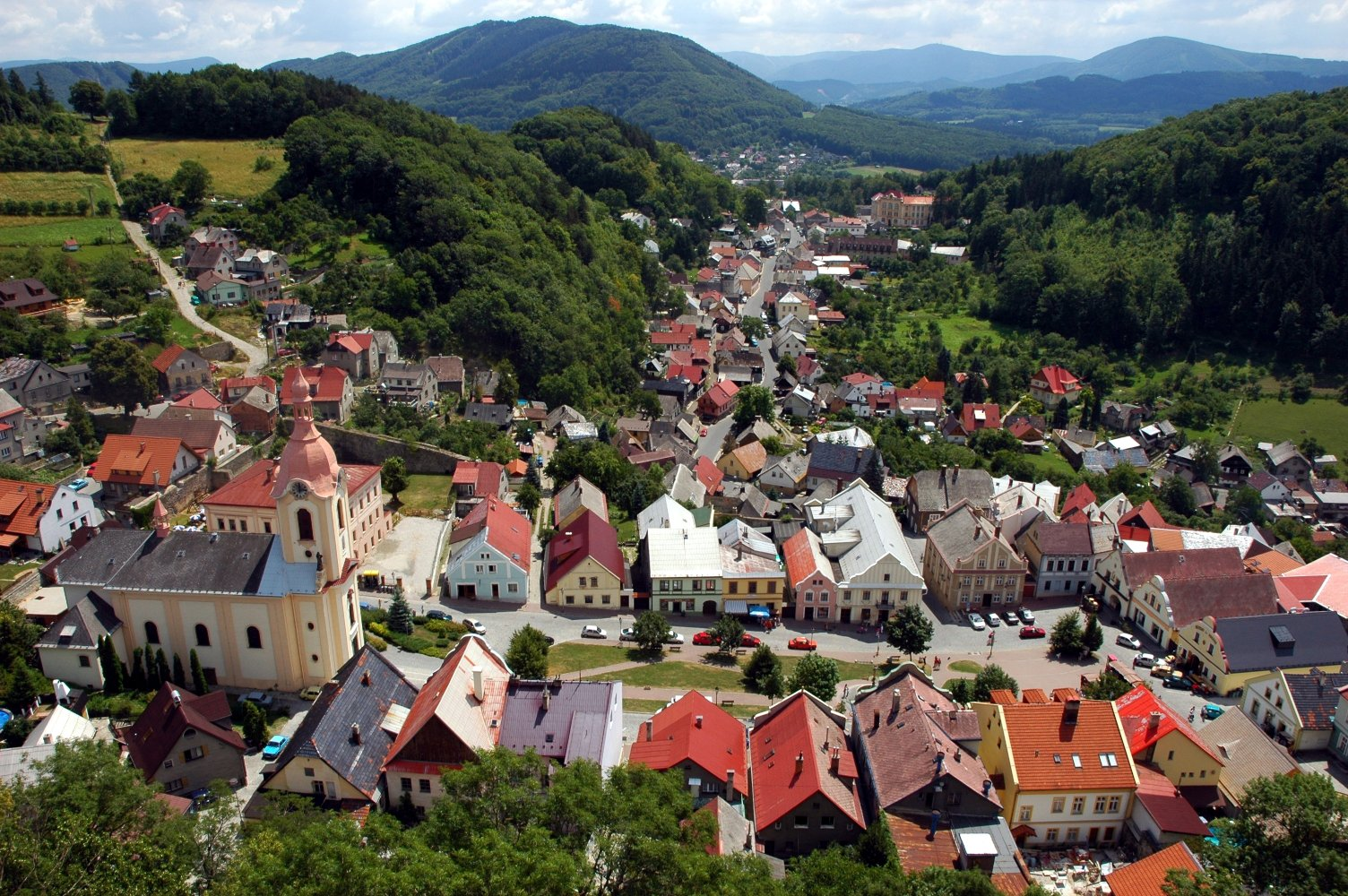
Вид города с Замковой горы
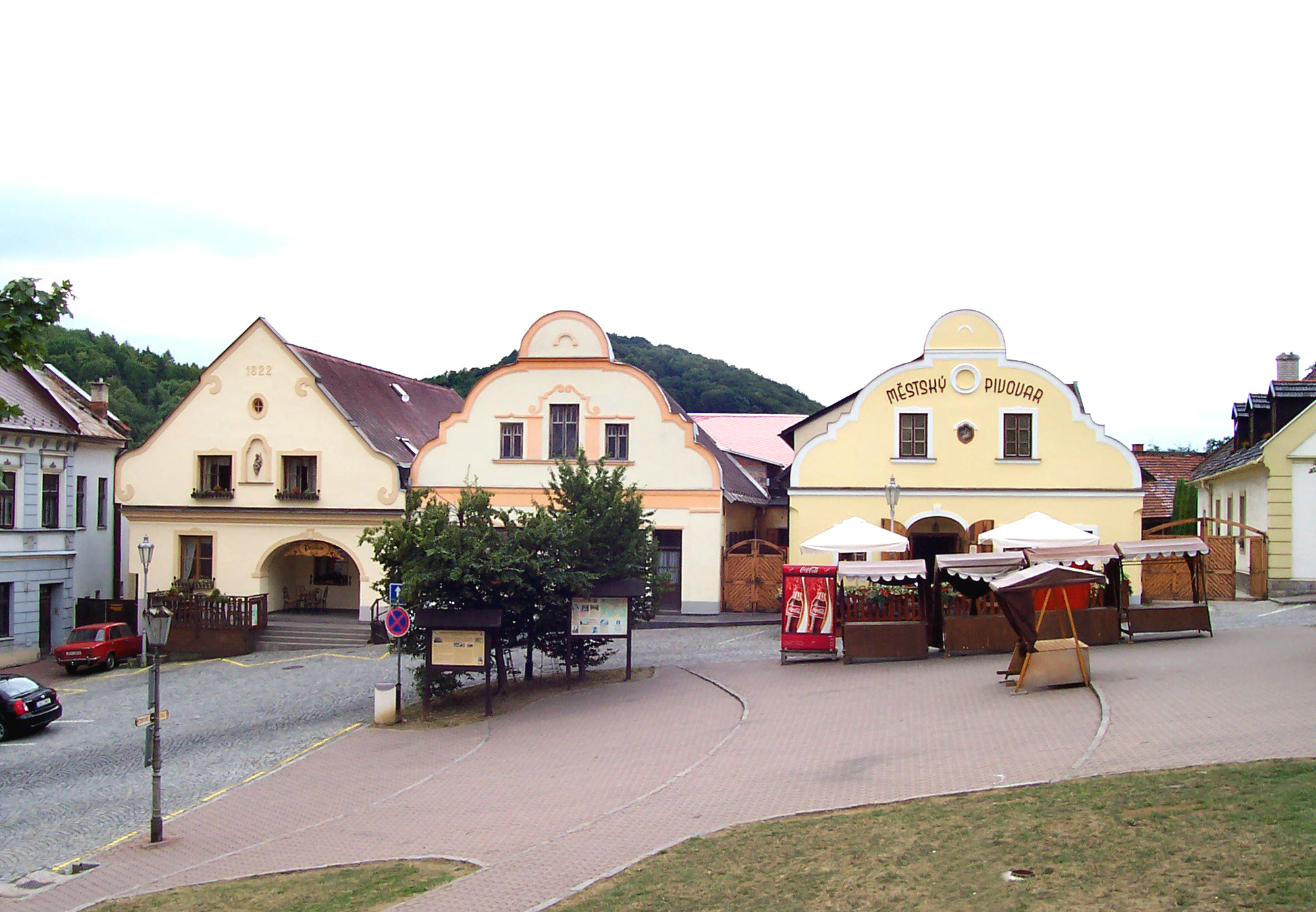
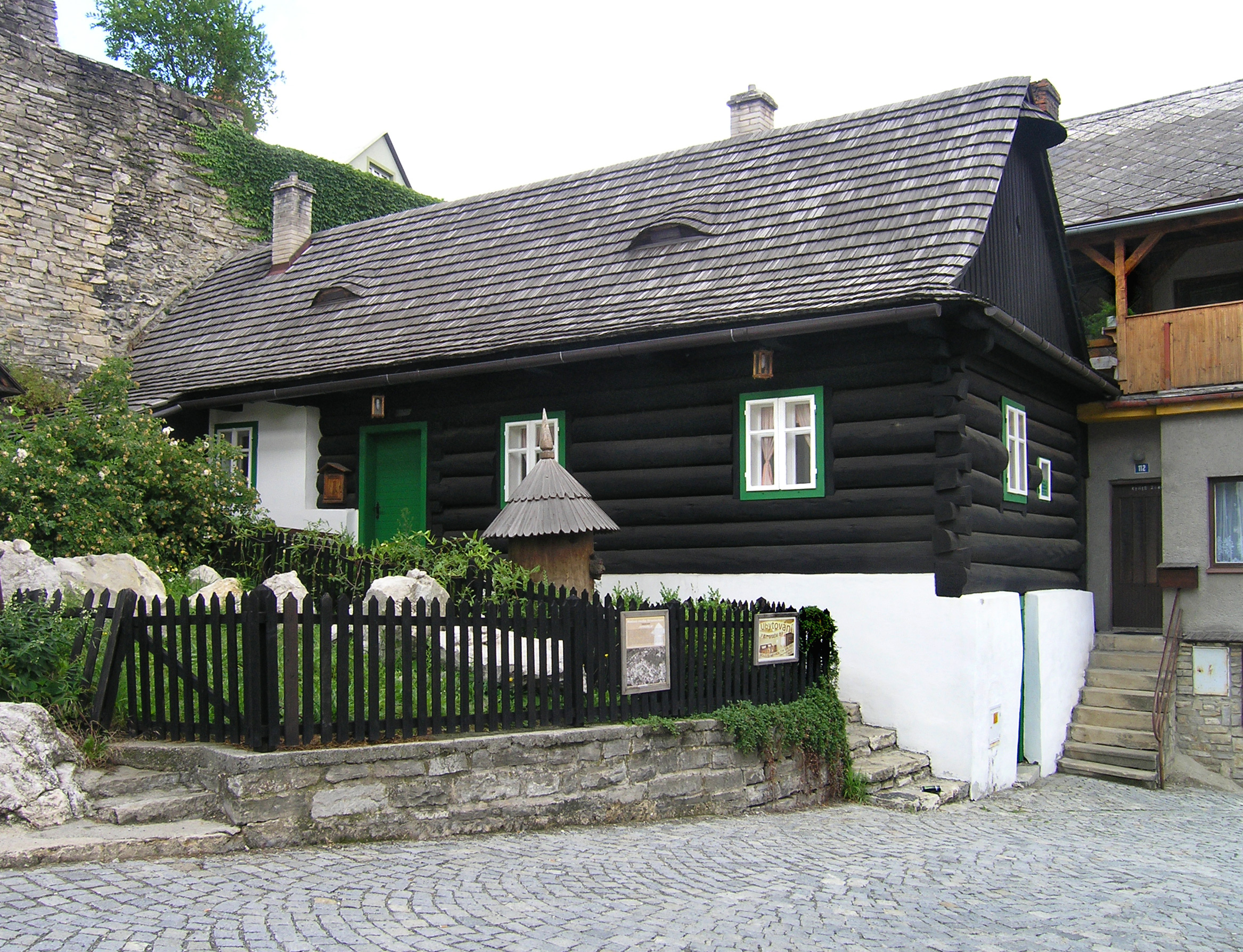
Народная архитектура
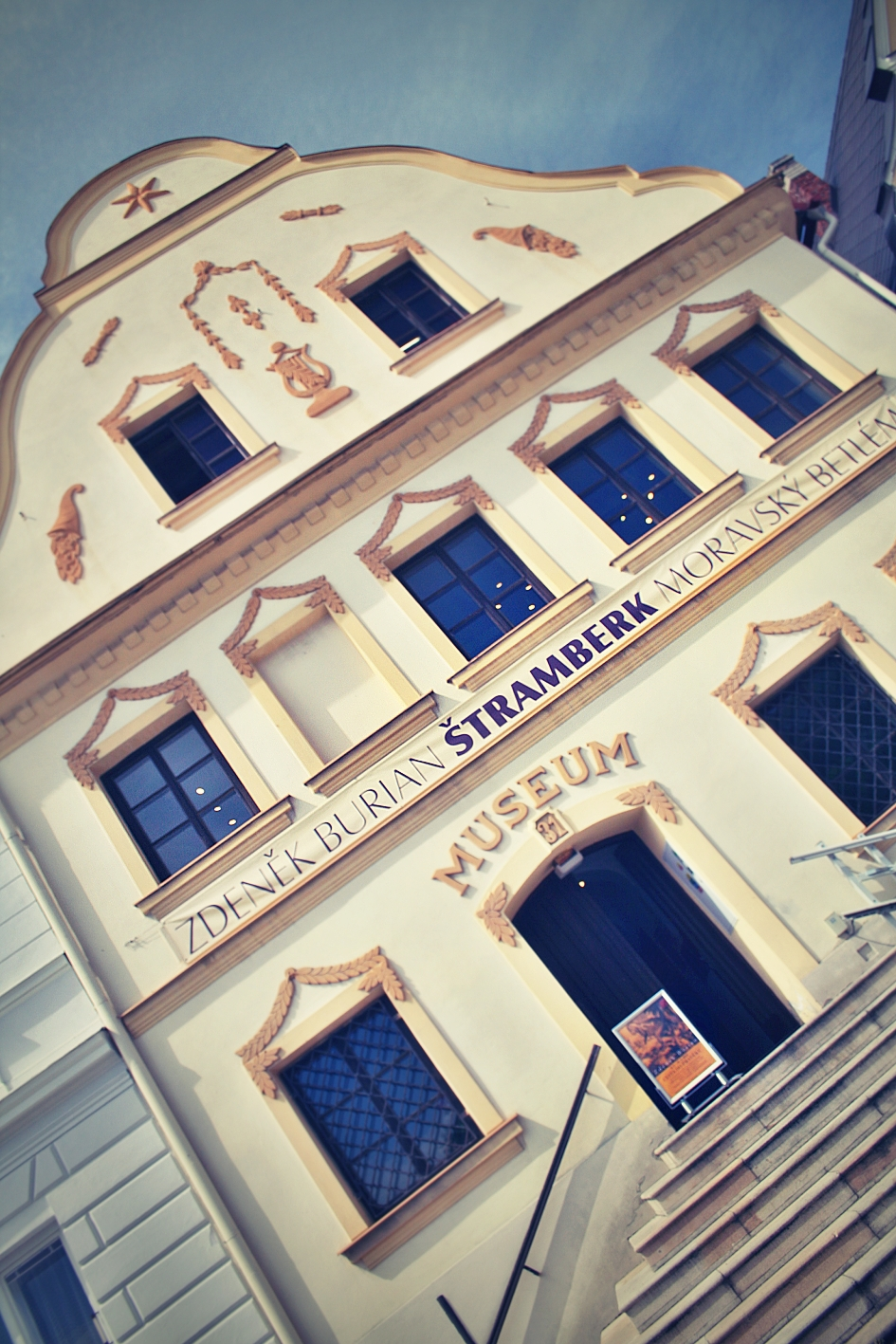
Музей Зденека Буриана